# Corgatha chionocrapsis
Corgatha chionocrapsis là một loài bướm đêm trong họ Erebidae.